# Rafael Hernández Piedra
Rafael Hernández Piedra (Victoria de Durango, Durango, 10 de noviembre de 1919-Ciudad de México, 19 de septiembre de 1985) fue un abogado, político y poeta mexicano, miembro del Partido Revolucionario Institucional. Fue Gobernador de Durango y alcalde de su capital, entre otros cargos.
Rafael Hernández Piedra nació en la ciudad de Durango y realizó sus estudios de abogacía en el Instituto Juárez, hoy Universidad Juárez del Estado de Durango, desde su etapa estudiantil se destacó como autor de poemas y poesías, publicados en diversas antologías. Inició su carrera profesial como agente del Ministerio Público en 1947, luego subprocurador general de Justicia del estado en 1948 y director general de Educación de 1949 a 1951 y presidente del Tribunal de Menores de 1952 a 1956; ese año fue elegido presidente municipal de Durango para el periodo que concluyó en 1958, año en que a su vez fue elegido diputado al Congreso de Durango concluyendo en 1960, al terminar su periodo como diputado el gobernador Francisco González de la Vega lo nombró Secretario General de Gobierno y cuando dejó la gubernatura al ser nombrado Jefe del Departamento de Turismo, Rafael Hernández Piedra fue nombrado Gobernador para culminar los últimos meses del periodo constitucional en 1962.
Al concluir el periodo al frente de la gubernatura fue nombrado Director de Asuntos Jurídicos del Departamento de Turismo por el mismo González de la Vega hasta 1966 y de ese año hasta 1971 fue delegado de la Comisión de Turismo en el estado de Guerrero y luego Asesor Jurídico de la Lotería Nacional para la Asistencia Pública de 1972 a 1976 y consejero agrario en el Estado de México, Puebla y Oaxaca de 1978 a 1980.
Electo Presidente del Supremo Tribunal de Justicia de Durango, en ejercicio del cargo falleció en la Ciudad de México el 19 de septiembre de 1985 en el derrumbe del Hotel Regís donde se encontraba hospedado a consecuencia del Terremoto de México de 1985.